# Middletown (Indiana)
Middletown és una població dels Estats Units a l'estat d'Indiana. Segons el cens del 2000 tenia 2.488 habitants.

## Demografia
Segons el cens del 2000, Middletown tenia 2.488 habitants, 984 habitatges, i 651 famílies. La densitat de població era de 873,3 habitants/km².
Dels 984 habitatges en un 36,3% hi vivien nens de menys de 18 anys, en un 48% hi vivien parelles casades, en un 14,2% dones solteres, i en un 33,8% no eren unitats familiars. En el 29% dels habitatges hi vivien persones soles el 13,2% de les quals corresponia a persones de 65 anys o més que vivien soles. El nombre mitjà de persones vivint en cada habitatge era de 2,43 i el nombre mitjà de persones que vivien en cada família era de 2,99.
Per edats la població es repartia de la següent manera: un 28,3% tenia menys de 18 anys, un 8,2% entre 18 i 24, un 29,5% entre 25 i 44, un 19,8% de 45 a 60 i un 14,3% 65 anys o més.
L'edat mediana era de 34 anys. Per cada 100 dones de 18 o més anys hi havia 80,9 homes.
La renda mediana per habitatge era de 32.591 $ i la renda mediana per família de 39.922 $. Els homes tenien una renda mediana de 33.152 $ mentre que les dones 20.188 $. La renda per capita de la població era de 16.017 $. Entorn del 7,4% de les famílies i el 8,2% de la població estaven per davall del llindar de pobresa.

## Poblacions més properes
El següent diagrama mostra les poblacions més properes.